# راسون
راسون (بالإنجليزية: Rason)‏ هي كيان إداري إقليمي في كوريا الشمالية، ومدينة تتبع كوريا الشمالية . بلغ عدد سكانها 196954  نسمة تبلغ مساحتها 746 كيلومتر مربع .

## الموقع
تشترك في الحدود مع:
- بريمورسكي كراي.

## المناخ
يظهر الجدول التالي التغييرات المناخية على مدار السنة لراسون:
| البيانات المناخية لـراسون         | البيانات المناخية لـراسون | البيانات المناخية لـراسون | البيانات المناخية لـراسون | البيانات المناخية لـراسون | البيانات المناخية لـراسون | البيانات المناخية لـراسون | البيانات المناخية لـراسون | البيانات المناخية لـراسون | البيانات المناخية لـراسون | البيانات المناخية لـراسون | البيانات المناخية لـراسون | البيانات المناخية لـراسون | البيانات المناخية لـراسون |
| الشهر                             | يناير                     | فبراير                    | مارس                      | أبريل                     | مايو                      | يونيو                     | يوليو                     | أغسطس                     | سبتمبر                    | أكتوبر                    | نوفمبر                    | ديسمبر                    | المعدل السنوي             |
| --------------------------------- | ------------------------- | ------------------------- | ------------------------- | ------------------------- | ------------------------- | ------------------------- | ------------------------- | ------------------------- | ------------------------- | ------------------------- | ------------------------- | ------------------------- | ------------------------- |
| متوسط درجة الحرارة الكبرى °م (°ف) | −3.8 (25.2)               | −1.1 (30.0)               | 4.4 (39.9)                | 11.4 (52.5)               | 16.1 (61.0)               | 19.0 (66.2)               | 23.2 (73.8)               | 24.8 (76.6)               | 21.3 (70.3)               | 15.3 (59.5)               | 6.0 (42.8)                | −1.1 (30.0)               | 11.3 (52.3)               |
| المتوسط اليومي °م (°ف)            | −9.1 (15.6)               | −6.8 (19.8)               | −1.3 (29.7)               | 5.2 (41.4)                | 9.9 (49.8)                | 14.2 (57.6)               | 19.1 (66.4)               | 20.7 (69.3)               | 16.0 (60.8)               | 9.4 (48.9)                | 0.9 (33.6)                | −6.2 (20.8)               | 6.0 (42.8)                |
| متوسط درجة الحرارة الصغرى °م (°ف) | −14.4 (6.1)               | −12.5 (9.5)               | −6.9 (19.6)               | −0.9 (30.4)               | 3.8 (38.8)                | 9.5 (49.1)                | 15.0 (59.0)               | 16.6 (61.9)               | 10.8 (51.4)               | 3.5 (38.3)                | −4.2 (24.4)               | −11.2 (11.8)              | 0.8 (33.4)                |
| الهطول مم (إنش)                   | 6 (0.2)                   | 8 (0.3)                   | 21 (0.8)                  | 30 (1.2)                  | 71 (2.8)                  | 101 (4.0)                 | 116 (4.6)                 | 196 (7.7)                 | 114 (4.5)                 | 55 (2.2)                  | 24 (0.9)                  | 10 (0.4)                  | 752 (29.6)                |
| المصدر: Climate-Data.org          |                           |                           |                           |                           |                           |                           |                           |                           |                           |                           |                           |                           |                           |